# Вальтер, Аттила
Аттила Вальтер (венг. Attila Valter); (род. 12 июня 1998, Чёмёр, Пешт) — венгерский профессиональный шоссейный велогонщик, выступающий  с 2020 года за команду мирового тура «CCC Team».Чемпион Венгрии в индивидуальной гонке (2019).

## Достижения
2017
9-й Тур Секейского края — Генеральная классификация
2018
1-й  Чемпион Венгрии — Групповая гонка U23
1-й  Чемпион Венгрии — Индивидуальная гонка U23
9-й Чемпионат Европы — Групповая гонка U23
2019
1-й  Чемпион Венгрии — Индивидуальная гонка
1-й Grand Prix Cycliste de Gemenc (I)
1-й — Этап 9 Тур де л’Авенир
2-й Истриан Спринг Трофи — Генеральная классификация
1-й — Этап 1
2-й Bałtyk–Karkonosze Tour — Генеральная классификация
1-й  — Молодёжная классификация
2-й Grand Prix Cycliste de Gemenc (II)
3-й  Чемпионат Венгрии — Групповая гонка
3-й Белград — Баня-Лука — Генеральная классификация
1-й  — Молодёжная классификация
3-й Тур Венгрии — Генеральная классификация
3-й Тур Антальи — Генеральная классификация
4-й Джиро ди Ломбардия U23
5-й Тур Эльзаса — Генеральная классификация
7-й Carpathian Couriers Race — Генеральная классификация
7-й Тур Румынии — Генеральная классификация
8-й Szlakiem Grodów Piastowskich — Генеральная классификация
10-й Тур Сибиу — Генеральная классификация
2020
10-й Тур дю От-Вар — Генеральная классификация
1-й  — Молодёжная классификация